# Андрій Іванович (князь серпуховський)
Андрій Іванович (нар. 4 липня 1327 — 6 червня 1353) — молодший син великого князя Московського Івана Калити і його першої дружини княгині Олени.
Перший удільний князь Серпуховський і Боровський у 1341—1353.

## Життєпис
Народився 4 липня 1327. У 1339 надсилався батьком у Новгород Великий, а восени разом з братами Семеном Гордим та Іваном Червоним — в Орду, звідки повернувся з «пожалуванням».
У 1341 супроводжував в Орду свого старшого брата — Семена Івановича Гордого, який отримав ярлик на велике князювання. З ним же ще двічі був в Орді: в 1344 і 1347.
Помер у Москві 6 червня 1353 під час епідемії чуми. Похований у Архангельському соборі Московського Кремля.

## Сім'я
Андрій Іванович був одружений двічі. Перша дружина — Юліана, дочка Івана Федоровича, князя Галицького. Друга дружина — Марія, дочка Костянтина Васильовича, князя Ростовсько-Борисоглібського.
Діти:
- Іоанн (помер у 1358);
- Володимир Андрійович Хоробрий (1353–1410) — князь Серпуховський, Боровський та Углицький.